# Naulakha
Naulakha ist ein in amerikanischer Schindel-Stil-Architektur von Henry Rutgers Marshall für Rudyard Kipling erbautes Haus in Dummerston, Vermont. Es befindet sich an der 707 Kipling Road. Genutzt wird das Haus heute als Historic Inn. Das Haus ist seit April 1979 als Gebäude im National Register of Historic Places eingetragen. Im November 1993 erhielt es den Status eines National Historic Landmarks zuerkannt.

## Beschreibung

### Naulakha
Erbaut wurde das Haus in den Jahren 1892 bis 1893 auf einem elf Hektar großen Grundstück am Rand einer Wiese. Naulakha befindet sich am nördlichen Ende des Grundstücks. Der Name Naulakha stammt aus dem Hindi und bedeutet „Unbezahlbares Juwel“. Zusammen mit Wolcott Balestier, einem amerikanischen Schriftsteller und Herausgeber, schrieb Kipling Naulahka, A Novel of East and West. Balestier starb im Jahr 1891, kurz bevor das Buch fertiggestellt wurde. Kipling heiratete die Schwester von Balestier, Caroline Starr Balestier. Das Paar besuchte nach der Hochzeit die Familie der Braut in Brattleboro und beschloss sich dort niederzulassen. Von Carolines Bruder kauften sie das Grundstück in Dummeerston. Die Schreibweise des Hauses unterscheidet sich in der Betonung von der des Buchs. Das Paar lebte von 1893 bis 1896 in dem Haus. Hier schrieb Kipling fünf seiner bekanntesten Werke, zu denen Das Dschungelbuch oder Captains Courageous gehören. Auch das zweite Kind des Paares wurde in Naulakha geboren.
Naulakha besitzt eine ungewöhnliche Architektur. Es ist errichtet im amerikanischen Schindel-Stil (engl.: Shingle Style) mit baulichen Einflüssen indischer Bungalowarchitektur. Es wurde gegen einen bewaldeten Hügel gebaut. Kipling verglich Naulakha mit einem Schiff, welches mit einem unglaublichen Ausblick über die grünen Hügel Vermonts segelt. Das Haus war ursprünglich 34,21 Meter (70 ft) lang und 6,70 Meter (22 ft) breit. Im Jahr 1915 führte der Architekt Naulakhas, Henry Rutgers Marshall, einige kleinere Veränderungen und Umbauten am Haus für den neuen Eigentümer, die Familie Holbrook durch. Das Haus ist 2-1/2-geschossig auf einem hohen Steinfundament errichtet und mit Schindeln verkleidet. Es hat ein Walmdach aus dunklem Schiefer, in diesem befinden sich mehrere Gauben.
Der Haupteingang des Hauses befindet sich auf der Westseite und wird durch eine Überdachung geschützt. Geschnittener Granit dient als Stufen und als Trittstein für die Kutschen. Diese Seite des Hauses wurde am stärksten durch die Holbrooks verändert, freitragende Giebel und Ergänzungen wurden am nördlichen und südlichen Ende gemacht, um weitere Zimmer zu schaffen.
An der Südseite des Hauses ist eine 2-stöckige Terrasse angebracht, im ersten Stock vor Kiplings Studienzimmer und im zweiten Stock vor dem Schlafzimmer. Vor der Terrasse geht es in den Garten. Dahinter startet der lange Spazierweg Kiplings.
Die Ostseite von Naulakha ist die Hauptfassade. Da sich der Haupteingang des Hauses auf der Westseite befindet, öffnet sich hinter der Haustür ein Korridor längs der Westseite, von dem sich die Türen zu den Zimmern öffnen. Alle Räume haben Aussicht über das Connecticut River Valley bis zum Mount Monadnock. Ein 2-stöckiger Erker an dem südlichen Ende der Ostseite gibt Licht für das Studienzimmer in der ersten und das Schlafzimmer in der zweiten Etage. Angrenzend an das Studienzimmer Kiplings schloss sich das Studienzimmer seiner Frau an. Sie sorgte für die nötige Ungestörtheit Kiplings. An ihr Zimmer schloss sich eine kleine eingebaute Loggia mit Veranda an. Diese wurde von den Holbrooks in eine geschlossene Loggia, bündig mit der Fassade des Hauses, umgebaut. Somit wurde ein großes Wohnzimmer geschaffen. Nördlich der ehemaligen Loggia befindet sich das Esszimmer mit einer weiteren offenen Loggia. Hieran schloss sich die Küche an, die jedoch 1915 von den Holbrooks in einen Frühstücksraum umgebaut wurde. Die Küche wurde ins Untergeschoss verlegt. Im zweiten Stock befinden sich vier Schlafräume und drei Badezimmer.
Das Dach wird von mehreren Gauben unterbrochen. Im Dachgeschoss befinden sich ein großer Billardraum und Abstellräume. Die Gauben wurden vermutlich von den Holbrooks hinzugefügt, ursprünglich wird es sie nicht gegeben haben, um Licht ins Dachgeschoss zu bringen. Die Westseite besitzt zwei Gauben, an der Südseite wurde durch die Holbrooks ein dreieckiges Dach hinzugefügt. Dieses spiegelt in seinem Stil die ursprünglichen Gauben auf der Ostseite.
Eine weitere Änderung der Holbrooks war die Zugabe einer mit Segeltuch überdachten Terrasse an der Ostseite von Naulakha. Das Deck hat ein rustikales Geländer aus Zedernholz und befindet sich auf Steinpfeilern.

### Einrichtung

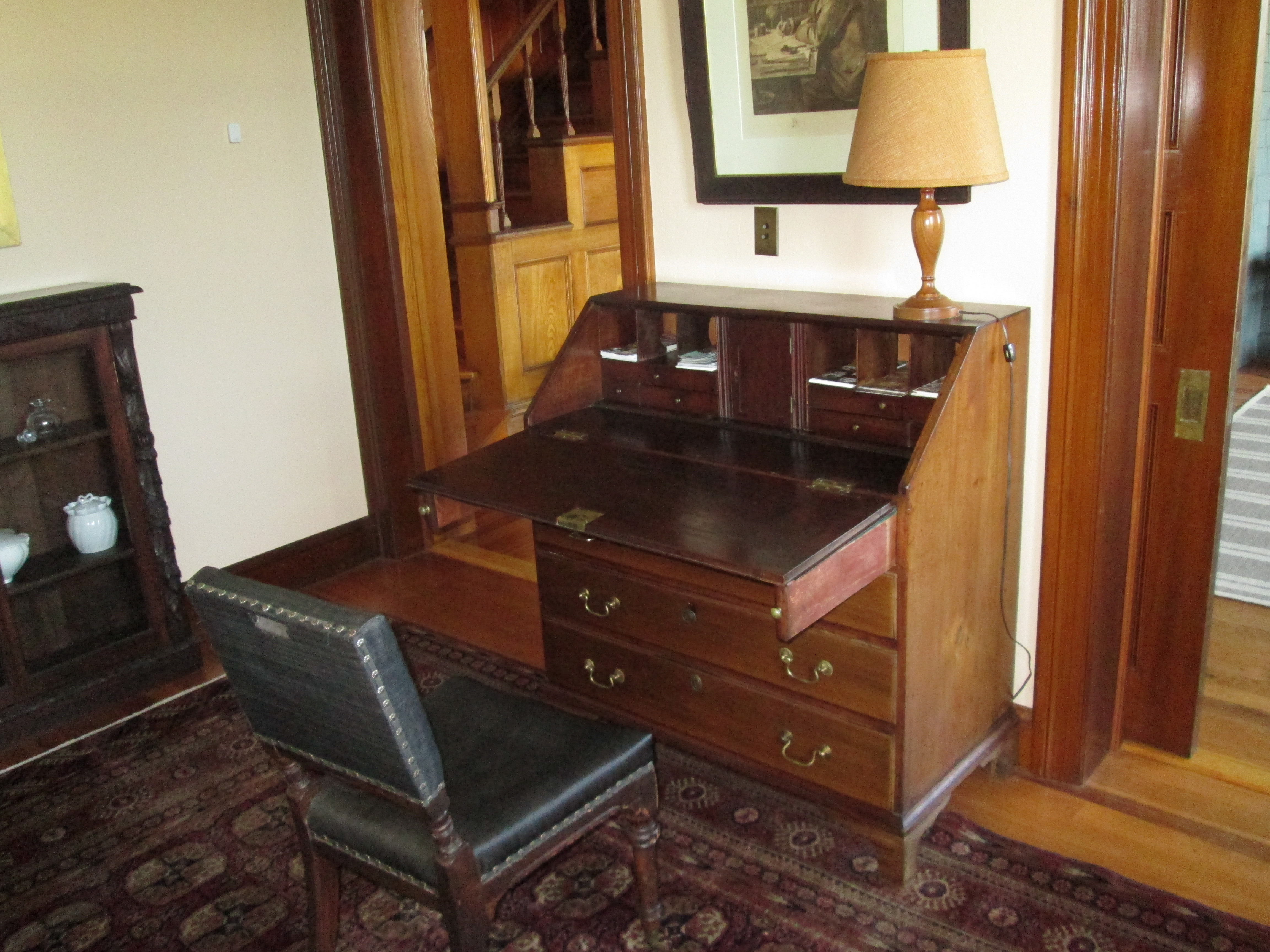
Schreibtisch

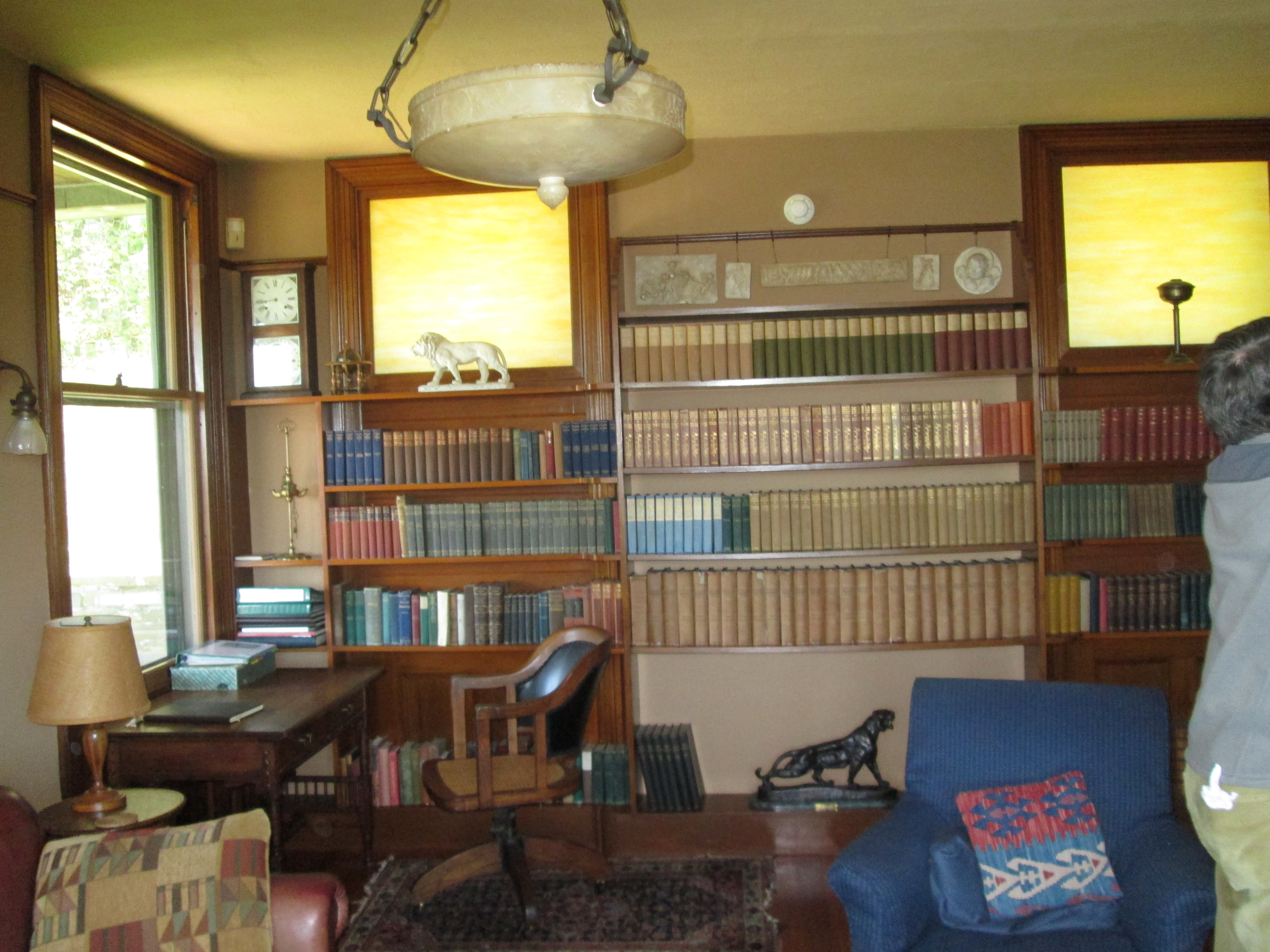
Arbeitszimmer

Vieles der ursprünglichen Einrichtung der Kiplings ist erhalten geblieben, obwohl einige persönliche Gegenstände vor 1903 entfernt wurden, als das Haus an ihre Freundin Mary Cabot aus Brattleboro verkauft wurde. Verblieben sind die Gipsstatuen von Bagheera und dem Wolf Grey Brother, welche Kipling von William Chandler Harris geschenkt wurden, seine Golfschläger und die Tennisausrüstung, sein Schlafzimmer, Esszimmer und die Möbel im Arbeitszimmer inklusive des Schreibtischs, an dem er Das Dschungelbuch schrieb und ein handgeschnitztes Teakholz-Sideboard aus Indien. Weitere Innenarchitekturmerkmale sind ein aus Teakholz geschnitzter Volant in Kiplings Studienzimmer und die Putzarbeiten seines Vaters, John Lockwood Kipling, einem britischen Professor an der School of Art in Indien und Kurator des Lahore Museums. 
Die Holbrooks haben weitere eigene sowie Besitzstücke von ihren Reisen in den Orient und das historische Familienzimmer hinzugefügt. Frederick Holbrook war der Enkel des Vermonter Gouverneurs Frederick Holbrook. Viele Stücke aus dem Besitz des Gouverneurs befinden sich ebenfalls auf Naulakha.

### Kutscher-Haus
Zum Anwesen gehört ein Kutscher-Haus, ein 2-1/2-geschossiges Schindelgebäude mit einem hohen Steinsockel; es besitzt ein Walmdach mit Gauben und Kaminen. Im Süden des Hauses befindet sich ein kleines Brunnenhaus. Das Kutscher-Haus wurde später, im Jahr 1915 durch die Familie Holbrook zu einer Wohnung für Hausangestellte umgebaut. Neu errichtet wurde im Jahr 1915 eine Remise in L-Form mit Satteldach in Schiefer-Stil-Architektur und nordöstlich von dieser Remise im selben Jahr ein Glashaus mit einem reich verzierten Eingang an der südlichen Giebelseite.

### Gartenanlage mit Sommerhaus
Zur Gartenanlage des Hauses gehört ein ehemaliger Garten vor der breiten Terrasse an der Südseite des Haupthauses. Hinter dem Garten, an der oberen Terrasse befindet sich ein Swimmingpool, der von einer Trockensteinmauer umgeben ist. Höher am Hang beim Pool befindet sich ein mit Holzschindeln verkleidetes Spring house mit Walmdach und eine zweigeschossige runde hölzerne Zisterne. Nördlich des Spring House steht ein überdachtes, mit Schindeln gedecktes Badehaus unterteilt für Männer und Frauen. 
In Richtung Süden verlaufend, außerhalb des Gartens, führt der von Kipling bekannte, inzwischen üppig von Rhododendron überwachsene lange Spazierweg, zum Sommerhaus, welches sich auf der Stadtgrenze von Dummerston und Brattleboro befindet. Auf einer polygonalen Feldsteinenterrasse gebaut, hat das Sommerhaus eine Pergola mit sechs dorischen Säulen und im Anschluss daran Pavillons aus Feldsteinen gebaut, mit Rundbogenöffnungen in abgeschnittenen Giebeldächern, die mit Holzschindeln verkleidet sind. Oberhalb, nordwestlich des Sommerhauses, befindet sich eine kleine Terrasse aus Feldsteinen mit einem gemauerten Kamin für informelle Außengrillfeste. Unterhalb des Sommerhauses, im Osten, schließt sich ein Tennisplatz mit einem Pavillon mit kegelförmigen Dach und mit Holzschindeln verkleidet, an.
Das Anwesen gehört heute dem britischen Landmark Trust. Die ursprüngliche Einrichtung von Naulakha ist noch intakt. Naulakha ist nicht für die Öffentlichkeit zugänglich, bis auf einige Wochenenden im Sommer. Der Landmark Trust finanziert die Restaurierung durch die Vermietung seiner Liegenschaften. So ist Naulakha heute zu mieten.